# Aidôs
Aidôs (du grec : αἰδώς), ou Edos, était la déesse grecque de la honte, de la pudeur, du respect et de l'humilité. C'est aussi un élément essentiel du discours éthique et social grec.
Aidôs, en tant que qualité, était ce sentiment de révérence ou de honte qui empêche les hommes de faire le mal. Le terme souvent intraduisible recouvre les notions de pudeur, d'honneur, la honte, la modestie, la crainte, le respect; il pouvait aussi avoir des connotations érotiques,. « Il est lié au regard porté sur soi par les autres, interdisant des conduites dont on pourrait rougir. Il est l’expression de la retenue, attitude communément associée à la respectabilité ». Dans le monde romain le mot verecundia tend à s'imposer traduit par « vergogne » par la suite. La spécificité de la vergogne à partir du XVIIIe siècle tend à se dissiper alors que les termes de honte, de pudeur, et d'honneur, notions plus familières auxquelles la vergogne est assimilée tendent à s'imposer. Le mot a conservé un sens courant et usité en italien (vergogna), portugais (vergonha) et espagnol (vergüeña).

## Mythologie
Aidôs  dans Les Travaux et les Jours d’Hésiode fut la dernière déesse à quitter la terre après l'âge d'or. Elle était une proche compagne de la déesse de la vengeance Némésis. Une source la qualifie de fille de Prométhée. D'un point de vue mythologique, elle est souvent considérée comme une personnification plutôt qu'une divinité physique. 
Hésiode décrit Aidôs avec Némésis, couvertes de manteaux blancs ; et certains éléments indiquent qu'un manteau enveloppant était un élément standard de la façon dont Aidôs était représentée,,. 
« Καὶ τότε δὴ πρὸς Ὄλυμπον ἀπὸ χθονὸς εὐρυοδείης λευϰοῖσιν ϕάρεσσι ϰαλυψαμένω χρόα ϰαλὸν ἀθανάτων μετὰ ϕῦλον ἴτον προλιπόντ᾽ ἀνθρώπους
Αἰδὼς ϰαὶ Νέμεσις · τὰ δὲ λείψεται ἄλγεα λυγρὰ θνητοῖς ἀνθρώποισι · ϰαϰοῦ δ᾽ οὐϰ ἔσσεται ἀλϰή. »
— Hésiode, Les travaux et les jours

« Alors, promptes à fuir la terre immense pour l'Olympe, la Pudeur [Aidôs] et Némésis, enveloppant leurs corps gracieux de leurs robes blanches, s'envoleront vers les célestes tribus et abandonneront les humains ; il ne restera plus aux mortels que les chagrins dévorants, et leurs maux seront irrémédiables. »
— Traduction dans Les mythes sotériologiques. Mathieu Abelard
On trouve des références à l'aidôs dans plusieurs pièces grecques anciennes, telles que Prométhée enchaîné d'Eschyle, Iphigénie à Aulis d'Euripide et Œdipe roi de Sophocle.
Il y avait des autels dédiés à Aidôs à Athènes et à Sparte. Icarios, un roi spartiate avait essayé de persuader sa fille Pénélope de rester à Sparte après son mariage avec Ulysse. Quand Ulysse a obligé Pénélope à choisir entre son père et son mari, elle a modestement couvert son visage d'un voile, signalant sa décision de partir avec Ulysse. Comprenant son choix, Icarius les a laissés partir et a commémoré le moment en érigeant une statue d'Aidôs à cet endroit.
Certaines sources mentionnent Eschyne ( grec ancien : Αἰσχύνη) comme une personnification de la honte et de la révérence.

## Dans la littérature grecque
L'αἰδώς / aidōs est un terme crucial du discours éthique et social grec, communément traduit par ̀« honte », ̀« respect́ » et « pudeur »,; « aidôs » est aussi l’un des mots grecs les plus insaisissables, se manifestant de manière variée dans l’épopée, la tragédie et la philosophie. L’essence du concept se trouve dans sa relation avec les valeurs grecques d’honneur : honneur de soi et des autres, des valeurs « compétitives et coopératives » ; cependant, la possession d’aidôs n’exclut à aucun moment « le type d’engagement envers des normes ou des idéaux intériorisés que nous pourrions associer à la conscience ». Rudhardt note que les dieux sont tenus pour objets naturels de l’aidôs et qu’ils « établissent souvent une relation étroite entre les dieux et les personnes ou les choses que leur aidôs entoure de sa considération », les objets de l’aidôs sont aussi ceux de l’eusébie. Sagesse, respect de la justice et aidôs, d'une façon ou d'une autre, s'opposent à l'hybris.
Les études les plus exhaustives du mot ont été menées Rudolf Schultz en 1910, et par Carl Eduard Freiherr von Erffa en 1937.
Aidôs est généralement un terme positif (et ses dérivés αἰδεῖσθαι / aideisthai, avoir de l'aidôs; αἰδέομαι / aidéomai, etc.) tandis que αἰσχύνη / aiskhúnê est plutôt un terme négatif suggérant le déshonneur et la disgrâce ; aidôs est considéré comme une valeur toutefois chez Aristote plusieurs auteurs conviennent que le terme aidôs renvoie à un sentiment.
En ce qui concerne la honte, dans la période qui va entre les VIIIe et Xe siècles av. J.-C. et qui produit les textes d'Homère et d'Hésiode, les héros grecs éprouvent très souvent des sentiments de honte (Hector, refuse l'appel de son épouse Andromaque, Achille remet le corps d'Hector à Priam). L' aidôs et la dikè se trouvent associés pour la première fois chez Hésiode. Aux antipodes d'Homère, Hésiode méprisait les exploits guerriers et les valeurs aristocratiques, mais attribuait une place importante aux sentiments de honte: la décadence de l'humanité coïncidait pour lui « avec l'abandon par l'homme de la honte. Tous les maux résultent d'une absence de justice et de honte. ». Pour Platon le sentiment de honte était un des fondements de la société (l'aidôs comme fondement de l’être social-politique) et l'homme dépourvu de honte était un danger pour la cité. Dans Protagoras de Platon, Zeus envoie Épiméthée distribuer l’aidôs et la dikè à chaque individu humain; selon Ildefonse, c'est devenu la « conditions affectives et sociales de la solidarité civique et politique parce qu’elles apparaissent comme les garde-fous qui préservent de tout débordement passionnel ».
Des travaux de Schultz et Erffa,, lorsqu'il prend le sens de respect (αἰδεῖσθαι / aideisthai), on peut dire qu'il est dû aux hommes en position d'autorité, par les personnes qui sont durablement ou temporairement désavantagées. Selon les mots de Platon,,:
« Ψεῦδος μηδεὶς μηδὲν μηδ᾽ ἀπάτην μηδέ τι κίβδηλον, γένος ἐπικαλούμενος θεῶν, μήτε λόγῳ μήτε [917α] ἔργῳ πράξειεν, ὁ μὴ θεομισέστατος ἔσεσθαι μέλλων: οὗτος δ᾽ ἐστὶν ὃς ἂν ὅρκους ὀμνὺς ψευδεῖς μηδὲν φροντίζῃ θεῶν, δεύτερος δὲ ὃς ἂν ἐναντίον τῶν κρειττόνων αὑτοῦ ψεύδηται. κρείττους δὲ οἱ ἀμείνους τῶν χειρόνων, πρεσβῦταί τε ὡς ἐπὶ τὸ πᾶν εἰπεῖν τῶν νέων, διὸ καὶ γονῆς κρείττους ἐκγόνων, καὶ ἄνδρες δὴ γυναικῶν καὶ παίδων, ἄρχοντές τε ἀρχομένων: οὓς αἰδεῖσθαι πᾶσιν πάντας πρέπον ἂν εἴη ἐν ἄλλῃ τε ἀρχῇ πάσῃ καὶ ἐν ταῖς πολιτικαῖς δὴ μάλιστα ἀρχαῖς, ὅθεν ὁ νῦν παρὼν ἡμῖν λόγος ἐλήλυθεν. »
— Platon, Lois, XI, 917A 

« Que personne ne se rende coupable, ni en parole ni en action, de mensonge, de fraude, d’altération, en même temps qu’il prendra les dieux à témoin qu’il ne trompe point, s’il ne veut être, pour ces mêmes dieux, un objet d’exécration ; car c’est se rendre digne de toute leur haine, que de faire de faux serments au mépris de leur autorité. C’est la mériter encore, quoique à un degré inférieur, que de mentir en présence de ceux qui valent mieux que nous. Or les bons valent mieux que les méchants, et les vieillards, à parler en général, mieux que les jeunes gens. C’est pour cette raison que les pères ont la supériorité sur leurs enfants, les hommes sur les femmes et les jeunes gens, les magistrats sur de simples citoyens, et que tous ont droit au respect [aideisthai] de tous dans chaque gouvernement, et principalement dans le système d’organisation politique qui est l’objet de cet entretien. »
— Victor Cousin, Platon. Les Lois
Il serait normal que tout le monde ressente de la crainte devant tous ces supérieurs. À son tour, la démonstration appropriée de l’aidôs impose à ceux vers qui elle est dirigée une certaine forme de contrainte, « ce qui entraîne une immunité contre les insultes, la violence ou la vengeance pour les autres sujets ».  
On retrouve l'expression chez Xénophon pour désigner le respect que l'on doit aux anciens (αἰδούμενος τοὺς πρεσβυτέρους).  

### Chez Homère
Chez Homère, le mot aidôs oscille entre les émotions contraires de courage et de crainte et est souvent intraduisible,
Aidôs l'emporte dans l'Iliade — 16 exemples, contre 9 dans l'Odyssée— et pour « aideisthai », on trouve 20 exemples dans l'Iliade contre 15 dans l'Odyssée.
Aidôs est parfois associé à l’héroïsme et à l’honneur, associé à un sentiment de honte, : dans un exemple pragmatique Hector, refuse l'appel de son épouse Andromaque à rester en dehors des combats et, sur la base de ce qu'il prétend être aidôs envers les Troyens, se lance sur le champ de bataille, rencontrant finalement la mort. Hector qui se bat montre sa conscience aiguë de sa stature sociale auprès de son peuple, de sorte que son action est motivée par le désir d'éviter d'être considéré comme un lâche par les autres appartenant à la même communauté,. 
« νῦν δ’ἐπεὶ ὤλεσα λαὸν ἀτασθαλίῃσιν ἐμῇσιν,

αἰδέομαι Τρῶας καὶ Τρῳάδας ἐλκεσιπέπλους

μή ποτέ τις εἴπῃσι κακώτερος ἄλλος ἐῖμεῖο·

Ἕκτωρ ἧφι βίηφι πιθήσας ὤλεσε λαόν »
— Homère, l’Iliade

« Maintenant que j’ai fait périr notre peuple par ma folie,

j’ai de l’aidôs en face des Troyens et des Troyennes au long vêtement,

craignant qu’un jour quelque homme moins valeureux que moi ne dise :

trop confiant dans sa force, Hector a perdu notre peuple »
— dans Rudhardt 2001
À la fin de l'Iliade, Achille retrouve son humanité lorsqu'il est poussé par l'aidôs et la pitié à remettre le corps d'Hector à Priam. Dans l'Odyssée, devant Ulysse, invité d'honneur d'un banquet, Démodocos chante des épisodes de la guerre de Troie : notamment la querelle entre Ulysse et Achille, et tout en  masquant ses larmes :
« αἴδετο γὰρ Φαίηκας ὑπ’ ὄφρυσι δάκρυα λείβων »
— Homère, l’Odyssée

« il éprouvait de l’aidôs devant les Phéaciens, en sentant des larmes sourdre de ses yeux »
— dans Rudhardt 2001
Le retour d'Ulysse en Ithaque dans l'Odyssée est éclairant sur le rapport de l'Hybris à l'aidôs. Ulysse supposé mort, Pénélope est entourée de prétendants qualifié par leur Hybris, soit leur orgueil et leur arrogance et —« οὐδ' αἰδοῦς μοῖραν ἔχουσιν » — leur absences d'aidôs,; par dessus tout ils manquent de respect à la maison hospitalière et à la personne de l’hôte, devoir dont Zeus est le garant ; ce faisant ils se mettent en porte à faux par rapport à la  thémis, et montrent méprisant pour l'ὄπις / ópis, l'égards dû aux dieux. Ulysse qui a repris tout cela à son compte est introduit par Eumée dans la ville et jusque sur le seuil de son propre palais. Nul ne reconnaît le roi d'Ithaque sous les haillons du mendiant et sous les rides dont Athéna a sillonné son visage. Cependant les prétendants ont aperçu l'étranger qui se tient sur le seuil du palais; ils le raillent, l'insultent et comme il répond avec fierté, l'un d'eux lui lance un escabeau à l'épaule. La nuit venue, il se couche dans le vestibule d'où il voit les esclaves quitter leurs lits pour une orgie nocturne. Le lendemain, les prétendants reviennent pour un nouveau festin. Ils ont averti Pénélope qu'elle devait choisir parmi eux son époux, sans plus de retard. Celle-ci s'avise pour dernier expédient de promettre sa main à celui qui vaincra tous ses rivaux dans l'épreuve célèbre de l'arc. Mais c'est l'arc d'Ulysse qu'il faut tendre toutes les mains sont trop débiles pour en venir à bout. Le mendiant demande à essayer, et il finit par l'obtenir sur les instances de Télémaque. Il tend l'arc sans effort et atteint le but; puis, aidé de son fils, d'Eumée et d'un autre serviteur fidèle, il fait payer aux prétendants le prix de leur affront. 
Dans la littérature grecque qui a subsisté comprise entre 700 av. J.-C. et le début du Ve siècle av. J.-C., hormis Hésiode, il existe peu de témoignages de l'évolution de l'aidôs homérique. Chez Eschyle et les autres tragiques grecs, le complexe de termes centrés sur l'aidôs apparaît assez fréquemment ; ces termes eux-mêmes (comme une multitude d'autres) renvoient à des états d'esprit, à des traits de personnalité et des motivations. Chez Sophocle, les personnages n'ont souvent qu'une compréhension partielle de l'aidôs et de la ligne de conduite qu'il dicte ; des conflits de valeurs, parfois irréductibles, nait une force tragique ; l'idée qu'il y a deux côtés à toute histoire est devenue un lieu commun. L'aidôs d'Euripide ressemble à l'aidôs homérique.L'aidôs chez Sophocle et Euripide, montre une reconnaissance croissante de son interaction avec les mécanismes d’autorégulation intériorisé (la conscience), l’aidôs devient un facteur important dans le développement du caractère.

### Chez Démocrite
Démocrite s'éloigne de l’idéal guerrier de Homère, renvoyant la vertu  (ἀρετή / arétè) à la capacité d’intérioriser le regard d’autrui.( aideisthai), lui donnant de cette manière un sens moral, et installant la vertu la dans des limites politiques. Pour Démocrite, c'est devant soi-même que l'on doit manifester le plus de respect (ἀλλ ̓ ἑωυτὸν μάλιστα αἰδεῖσθαι),, :
« Τοῦ αὐτοῦ. Μηδέν τι μᾶλλον τοὺς ἀνθρώπους αἰδεῖσθαι ἑωυτοῦ μηδέ τι μᾶλλον ἐξεργάζεσθαι κακόν, εἰ μέλλει μηδεὶς εἰδήσειν ἢ οἱ πάντες ἄνθρωποι· ἀλλ᾿ ἑωυτὸν μάλιστα αἰδεῖσθαι, καὶ τοῦτον νόμον τῆι ψυχῆι καθεστάναι, ὥστε μηδὲν ποιεῖν ἀνεπιτήδειον. »
— Démocrite, Hermann Diels. Die Fragmente der Vorsokratiker, griechisch und deutsch

« Il ne faut pas avoir honte devant les autres plutôt que devant soi-même, ni être plus disposé à faire quelque chose de mal si personne ne le sait que si tout le monde le sait. Il faut plutôt avoir honte devant soi-même et établir cette loi dans son cœur, de ne rien faire d’inconvenant. »
— D'après Jan Maximilian Robitzsch « Moral Psychology », dans Epicurean Justice: Nature, Agreement, and Virtue, Cambridge University Press, 2024

### Chez Platon
De nombreuses références aux aidôs peuvent être trouvées dans les œuvres de Platon, par exemple dans le Gorgias, le Phèdre, le Protagoras et les Lois. Chez Platon, aidôs et dikè sont solidaires ; l'aidôs exprime la soumission aux normes « dont la transgression expose à la sanction », la Némésis. Aidôs et dikè sont donc des sentiments « politiques ».

#### Protagoras
Protagoras, pour réfuter Socrate (sur l'affirmation que l’excellence ne peut s’enseigner à la manière des sophistes) se lance dans un discours ; le sophiste a recours à la mythologie grecque, en contant le mythe de Prométhée et de son frère Épiméthée. Prométhée est chargé par les dieux, à la création du monde, de distribuer les qualités et les dons physiques parmi les êtres vivants. Epiméthée qui demande à s'en occuper, se met scrupuleusement à la tâche, guidé, semble-t-il, par la double exigence de juste équilibre et de diversité harmonieuse : le plus fort sera moins rapide et le petit animal saura voler dans les airs ou se tapir sous la terre. L'un aura des poils, l'autre une peau, l'un sera carnivore et l'autre herbivore. Mais quand toutes les espèces sont harmonieusement dotées et tous les talents généreusement distribués, l'erreur d'Epiméthée éclate au grand jour : l'homme a été oublié. L'homme reste nu et sans défense. Prométhée, pour réparer l’erreur de son frère, vole les secrets du feu et de l'habileté technicienne aux dieux Héphaïstos et Athéna. Il donne le savoir technique aux hommes, permettant de compenser leur nudité. Pour éviter que les hommes, détenteurs de ces nouveaux pouvoirs, n’en viennent à s’entretuer, Zeus leur accorde aussi à tous, par l'intermédiaire du dieu Hermès, aidôs et dikè, fondateurs de la conscience politique et de la vie en communauté. C’est la raison pour laquelle chaque homme a en lui la notion de la politique et peut exprimer une opinion à ce sujet. Par ailleurs, souligne Protagoras, toute société humaine tend à punir les hommes ayant fait preuve d’injustice et de perversion vis-à-vis du reste de la communauté. Le châtiment du coupable est alors censé servir d’exemple, et enseigner la vertu tant à l’intéressé qu’aux autres citoyens,. Dans le traité de Protagoras, est discutée la question de savoir si l'aidôs peut être transmissible et enseignable. Socrate, qui niait d’abord que la vertu pût s’enseigner finit par affirmer que tout est science ; Protagoras, qui prétendait qu'on ne pourrait pas l’enseigner au moyen des mythes, finit par voir en elle, tout plutôt qu’une science. 
Dans le traité de La République et de Phèdre, dans le thème de la théorie en trois parties de l'ego humain, l'intériorisation du sentiment de honte est énoncée, mais dans aucun de ces dialogues, une description spécifique de la nature de l'aidôs n'est donnée.

### Chez Aristote
Aristote a une vision cohérente et unifiée de l'aidôs comme un juste milieu entre la timidité (ἀναισχυντίας) et l'impudence (ἀναισχυντίας). La honte, émotion proto-vertueuse cruciale, est un élément nécessaire au développement moral d'un individu, sans lequel il est condamné à rester au mieux un simple adepte de la loi, contrôlé par soi-même ou craintif, ou au pire sans loi,:
« Αἰδὼς δὲ μεσότης ἀναισχυντίας καὶ καταπλήξεως· ὁ μὲν γὰρ μηδεμιᾶς φροντίζων δόξης ἀναίσχυντος, ὁ δὲ πάσης ὁμοίως καταπλήξ, ὁ δὲ τῆς τῶν φαινομένων ἐπιεικῶν αἰδήμων. »
— Aristote, Éthique à Eudème

« Quant à la pudeur [Aidôs] ou respect humain, elle tient le milieu entre l'impudence, qui brave tout, et la timidité, qui vous paralyse. Quand on ne se préoccupe jamais de l'opinion, quelle qu'elle soit, on est impudent ; quand on s'effraie sans discernement de toute opinion, on est timide. Mais l'homme qui a le respect humain et la vraie pudeur [aidímon], ne s'inquiète que du jugement des hommes qui lui semblent honorables. »
— Aristoteles, Morale d'Aristote traduite par J. Barthélemy Saint-Hilaire: Morale a Nicomaque livres 1. et 2, Ladrange, 1856
Dans les livres II et IV de l'Éthique à Nicomaque l'aidôs « n'est pas et ne peut pas être une vertu, il s'agit certes d'une passion louable mais qui n'affecte pas l'homme vertueux. ». Aristote a psychologisé la communication politique. 

### Chez Diogène de Sinope
Diogène de Sinope dans les Vies, doctrines et sentences des philosophes illustres de Diogène Laërce est représenté assumant des gestes et des réponses verbales dans lesquelles l'aidôs est étrangère à son attitude philosophique; l'ἀναίδεια / anaideial, soit l'impudence, est considérée comme une affirmation de liberté à l'encontre de la critique que le philosophe établit concernant la vie civilisée et artificielle.

## Dans l'Etymologicum Magnum
L'Etymologicum Magnum rend l'αἰδώς par les termes : τιμή / timê, l'honneur; φόβος / phóbos, la peur; αἰσχύνη / aiskhúnē, la honte; et ὄνειδος / óneidos, la disgrâce.

## Dans le monde romain
Dans la langue latine républicaine et impériale, notamment chez Cicéron la verecundia, qualifie un comportement de réserve, jugé conforme à un système de valeurs,«  qui est la condition en retour du respect de la personne qui s’y plie ». C'est le successeur de l'aidôs,,. Au Moyen Âge, Robert Grosseteste, qui livre la première traduction latine de l'Éthique à Nicomaque, traduit aidôs par verecundia. Cette valeur morale est revendiquée par le christianisme latin, par Tertullien puis par Ambroise de Milan. Thomas d’Aquin offre une synthèse complète de la verecundia, mêlant les héritages philosophique aristotélicien et patristique. La position essentielle de la vergogne à la fin du Moyen Âge et jusqu’aux XVIIe et XVIIIe siècles provient de ce qu’« elle agit tout aussi efficacement dans la morale religieuse que dans le registre laïc de l’honneur ». Le déclin de l'efficacité sociale de la vergogne à partir du XVIIIe siècle sont en relation avec la déprise de la pastorale de la culpabilité sur les populations et, « parallèlement, avec l’affaiblissement de la valeur de l’honneur dans la fabrication du lien politique et social ». La spécificité de la vergogne tend à se dissiper alors que les termes de honte, de pudeur, et d'honneur, notions plus familières auxquelles la vergogne est assimilée tendent à s'imposer. Spécifiquement le mot « pudeur » apparaît dans le vocabulaire français au milieu du XVIe siècle.

## La pudeur
Pénélope rougissante au moment de choisir Ulysse, abandonnant son père est à l'image de la pudeur (« aidôs ») dans le monde grec. Chez Platon, pudeur et justice, sentiments politiques sont solidaires. Psychologisée chez Aristote la pudeur dans la Rhétorique est « crainte du regard d’autrui ». Le mot pudor apparaît chez Cicéron. Il coexiste chez les auteurs romains avec verecundia, exprimant tous deux le sens des limites qui ne doivent pas être franchies par un sujet pour rester digne de l'estime collective et de soi ; quand la pudor désigne la conscience morale qui pousse à corriger son comportement, la verecundia serait plus intériorisée. De Cicéron à Ambroise de Milan, la pudeur (verecundia) relève d’une « morale des gestes ». Dans le De Officiis (1,XXXV) Cicéron rappelle que dans le théâtre « les acteurs sont accoutumés par l'ancienne discipline du théâtre à un tel soin de la pudeur, qu'ils ne se montrent jamais sur la scène sans un vêtement de dessous qui leur sauverait la honte de paraître à découvert, si quelque partie de leur costume venait à se relever. » ; « l'homme qui doit être sur la scène du monde le personnage constant, modéré, réservé, tempérant, plein d'égards pour ses semblables, voit clairement en quoi consiste cette bienséance qui est le caractère général de toutes les bonnes actions » ; en latin cela donne « constantiae, moderationis, temperantiae, verecundiae ». Cicéron se prononce aussi sur la pudeur corporelle (verecundia) : « la nature elle-même semble avoir pris grand soin de notre corps; elle a mis en évidence notre figure et ceux de nos membres dont l'aspect a de la bienséance ; pour les parties qui sont destinées à satisfaire les nécessités naturelles et dont la vue aurait été choquante, elle les a couvertes et cachées. La pudeur de l'homme s'est conformée à cette sage économie de la nature ; ce qu'elle a caché, tous ceux qui n'ont pas l'esprit renversé le dérobent à la vue. ». Saint Augustin se demandera si cette pudeur est naturelle ou si elle résulte de conventions sociales mais il tourne le dos aux cynisme (« l’attitude cynique affiche contre l’opinion un corps incarnant une vertu qui exige, à tout prix, de faire fi des conventions »). La reprise de l’éthique d’Aristote par Thomas d’Aquin va modifier « les données de l’interprétation du geste », tandis que dès la fin du XIIe siècle les milieux laïcs et courtois élaborent leurs propres codes. Le mot « pudeur » apparaît dans le vocabulaire français en 1542. Il existe en général un souci des convenances tant dans les sociétés archaïques qu'anciennes et médiévales. Au début de l'Époque moderne, les formes de contrôle social en usage sont devenues obsolètes ou vieillissantes, conséquence de la montée de l’individualisme. Les formes de contrôle social nouvelles parce qu'explicites paraissent plus sévères, et leur respect pouvait désormais être accompagné, plus que par la honte ressentie, par une sanction pénale. La sexualité est devenue une composante essentielle de la nature humaine. 

## Dans la pensée économique
L'aidôs concernait les rapports sociaux et les modes d'acquisition de la richesse. Elle réglait aussi les rapports à l'intérieur de l'oikos.
Dans la morale émergente du libéralisme économique, comme d'abord chez Mandeville (1670-1733), apparaît la refonte du lien social ancien, que l'on comprenait sous les termes d'« aidôs  » et de « vergogne » (encore dans les mots de Leroy-Beaulieu en 1894), et prenant le relais, auquel George Orwell attribuera plus tard le nom de « common decency »,.

### Auteurs de l'antiquité
- Hésiode, Works and Days from The Homeric Hymns and Homerica with an English Translation by Hugh G. Evelyn-White, Cambridge, MA., Harvard University Press; London, William Heinemann Ltd. 1914. Version en ligne sur Perseus Digital Library. ; Texte grec disponible sur le même site.
- Pausanias, Description of Greece with an English Translation by W.H.S. Jones, Litt.D., and H.A. Ormerod, M.A., in 4 Volumes. Cambridge, MA, Harvard University Press; London, William Heinemann Ltd. 1918.  (ISBN 0-674-99328-4). Version en ligne sur la Perseus Digital Library
- Pausanias, Graeciae Descriptio. 3 vols. Leipzig, Teubner. 1903. Texte grec disponible dans la Perseus Digital Library.
- Pindare, Odes traduit en anglais par Diane Arnson Svarlien. 1990. Version en ligne sur Perseus Digital Library.
- Pindare, Les odes de Pindare incluant les fragments principaux avec une introduction et une traduction anglaise par Sir John Sandys, Litt.D., FBA. Cambridge, MA., Harvard University Press; London, William Heinemann Ltd. 1937. Texte grec disponible dans la Perseus Digital Library.
- Eschyle, traduit en deux volumes. 1. 1. Seven Against Thebes by Herbert Weir Smyth, Ph. D. Cambridge, MA. Harvard University Press. 1926. « Aeschylus, Seven Against Thebes, line 1 », sur www.perseus.tufts.edu (consulté le 6 décembre 2024), « Aeschylus, Suppliant Women, line 1 », sur www.perseus.tufts.edu (consulté le 6 décembre 2024)